# 沙铲河
沙铲河，也称长山河，位于中华人民共和国华南地区，是九洲江右岸支流，发源于广西壮族自治区博白县南部新田镇亭子村坡心肚，东流至英桥镇杨充村转南流，于广东省廉江市长山镇凌垌村进入广东廉江境内，经长青水库、雅塘镇等地，于横山镇西山村合河仔汇入九洲江。河长65千米，平均比降0.85‰，流域面积890平方千米。